# Diabetische Retinopathie
Die diabetische Retinopathie (auch lateinisch: Retinopathia diabetica) ist eine durch die Zuckerkrankheit Diabetes mellitus hervorgerufene Erkrankung der Netzhaut des Auges.
Die zunehmende Schädigung kleiner Blutgefäße (Mikroangiopathie) verursacht eine zunächst unbemerkte Schädigung der Netzhaut. Sie kann im Verlauf zur Erblindung führen. Bisherige Therapien können den weiteren Verlauf der Erkrankung nur verzögern, im besten Falle stoppen. Die Vorbeugung besteht in einer optimalen Therapie des Diabetes mellitus.

## Vorkommen
Die diabetische Retinopathie ist in Europa und Nordamerika die häufigste Erblindungsursache bei Menschen zwischen 20 und 65 Jahren. Nach 20 Jahren Krankheitsdauer zeigen sich bei 90 % der Diabetiker Zeichen der Erkrankung am Augenhintergrund. Bei Typ-1-Diabetikern treten erste Veränderungen im Mittel nach 10–13 Jahren auf. Bei optimaler Kontrolle und Behandlung führt die Erkrankung nur in 5 % der Fälle zu einer schweren Einschränkung des Sehvermögens. Im Schnitt erblinden 2 % aller Diabetiker an der Retinopathie.
Typ-1-Diabetiker erkranken mit 40 % rund doppelt so häufig wie Typ-2-Diabetiker. Allerdings zeigen 5 % aller Typ-2-Diabetiker bei Erstdiagnose der Zuckerkrankheit bereits retinopathische Veränderungen; insbesondere bei einem vor dem 40. Lebensjahr auftretenden Typ-2-Diabetes ist die Prävalenz hoch.

## Ursachen
Als Ursache für die Entwicklung einer diabetischen Netzhauterkrankung sind mehrere Risikofaktoren bekannt. Hauptfaktor ist die Dauer des Bestehens der Zuckerkrankheit. Eine schlechte Kontrolle des Blutzuckerspiegels ist ein weiterer wesentlicher Risikofaktor. Durch eine strenge Einstellung des Blutzuckerspiegels kann die Entwicklung oder das Fortschreiten einer diabetischen Retinopathie verhindert oder zumindest verzögert werden. Während der Phasen hormoneller Umstellung ist das Risiko ebenfalls erhöht. Daher haben pubertierende Jugendliche und Schwangere ein erhöhtes Risiko für Entwicklung und Fortschreiten der Krankheit. Innerhalb der Schwangerschaft wird das Risiko durch eine schlechte Blutzuckereinstellung, eine zu rasche Blutzuckereinstellung in der Frühschwangerschaft sowie durch Präeklampsie weiter verstärkt. Ein weiterer unabhängiger Risikofaktor ist der Bluthochdruck. Ebenso erhöht eine diabetische Nierenschädigung das Risiko, auch am Auge zu erkranken. Ein weiterer Risikofaktor ist eine Erhöhung der Blutfette.

## Formen und Krankheitsentstehung

### Nichtproliferative Retinopathie
Die nichtproliferative Retinopathie zeichnet sich dadurch aus, dass bei ihr noch keine Gefäßneubildungen vorkommen. Man unterteilt die nichtproliferative Retinopathie in eine milde, mäßige und schwere Retinopathie.
Bei der milden Form (auch Background-Retinopathie) zeigen sich Gefäßaussackungen der Kapillaren (Mikroaneurysmen).
Durch eine weitere Schädigung des Gefäßendothels werden die Gefäße undicht, es kommt zum Stadium der mäßigen Retinopathie mit dem Zusammenbruch der inneren Blut-Retina-Schranke. Es entstehen Ablagerungen von Fetten aus dem Blutplasma (sogenannte „harte Exsudate“). Durch Verschlüsse von Kapillaren kommt es zu punktförmigen und/oder flächenhaften Blutungen in die Netzhaut. Die Netzhautvenen können perlschnurartig verdickt sein.
Bei der schweren Form sind diese Veränderungen weiter fortgeschritten: Es zeigen sich gehäufte Blutungen in der Netzhaut, Cotton-Wool-Flecken (Netzhautinfarkte), Segmentierungen, perlschnurartige Verdickungen in mehreren Bereichen den Netzhaut und Schleifenbildung der Venen sowie Zonen der Netzhaut, die nicht mehr mit Blutgefäßen versorgt sind. Es finden sich mehr als 20 einzelne Mikroaneurysmen. Es kommt zu einem Netzhautödem, zunächst fokal, dann diffus. Es werden zunehmend Wachstumsfaktoren freigesetzt, die eine Gefäßneubildung anregen. Rund 50 % der Patienten mit einer schweren nichtproliferativen Retinopathie entwickeln binnen eines Jahres eine proliferative Retinopathie.

### Proliferative Retinopathie

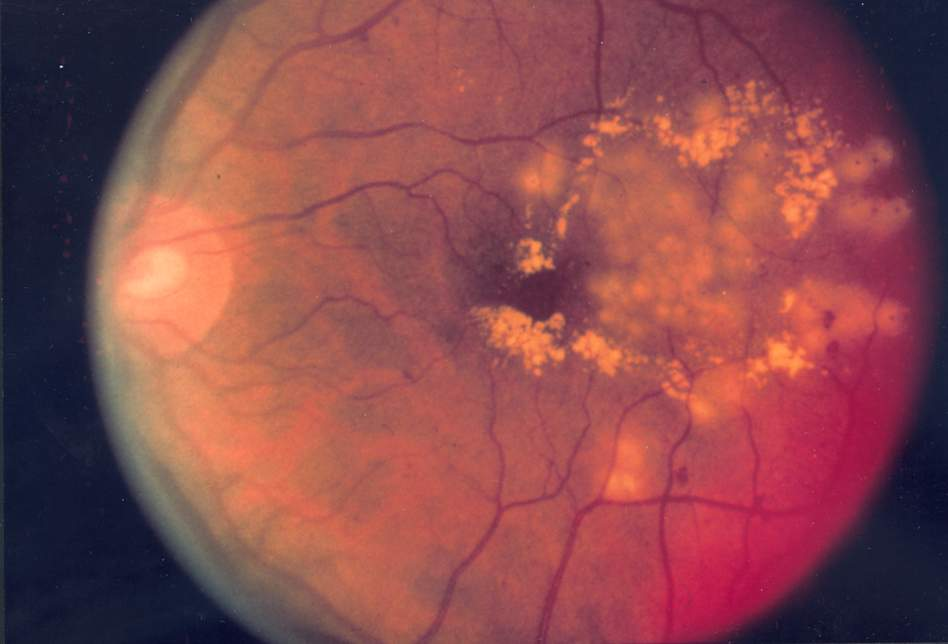
Diabetische Retinopathie nach fokaler Laserbehandlung

Diese schwere, visusbedrohende Form der diabetischen Retinopathie ist gekennzeichnet durch Neubildung von krankhaften Blutgefäßen in der Netzhaut und im Glaskörper. Dieses Erkrankungsstadium geht aus der nichtproliferativen diabetischen Retinopathie hervor: In den nicht mehr durchbluteten Bereichen der Netzhaut (Ischämiezonen) werden Botenstoffe gebildet, die Gefäßwachstum anregen. Diese Netzhautbezirke rufen sozusagen um Hilfe. Durch diese Botenstoffe (u. a. VEGF) kommt es zur Neubildung von Gefäßen, die aus dem Netzhautniveau in das Innere des Auges, den Glaskörper wachsen. Die Neubildungen entstehen bevorzugt aus der Papille des Sehnerven und aus großen Gefäßen der Netzhaut. Diese Gefäße haben nur eine schwache Wand, so dass es, insbesondere bei plötzlichen Blutdruckanstiegen, zu Blutungen kommen kann. Blutet es in den Glaskörper, so führt dies zu einer plötzlichen und drastischen Verschlechterung der Sehschärfe. In einem späteren Stadium können die so entstandenen Gefäßbäume auf der Netzhaut narbig zusammenschrumpfen und so die Netzhaut vom Untergrund abheben (traktive Netzhautablösung), was zur Erblindung oder sogar zum Verlust des Auges führen kann. Die Auswirkungen der gefäßaktiven Botenstoffe sind auch an anderen Orten im Auge sichtbar, so kann es bei schweren Fällen auch zu einer Gefäßneubildung auf der Regenbogenhaut (Iris), der sog. Rubeosis iridis kommen. Diese kann wiederum durch Verlegung der Abflusswege des Kammerwassers zu einem (manchmal sogar schmerzhaften) Anstieg des Augeninnendrucks führen (rubeotisches Sekundärglaukom).
Die proliferative Retinopathie kommt bei Typ-1-Diabetikern häufiger vor als bei Typ-2-Diabetikern. So leiden nach 15–20 Jahren der Erkrankung 50 % der Typ-1-Diabetiker und 15–30 % der Typ-2-Diabetiker an diesem Stadium der Erkrankung. Sie entwickelt sich besonders schnell in Phasen hormoneller Umstellung, wie der Pubertät oder Schwangerschaft.

#### Sonderfall: akute Verschlimmerung der diabetischen Retinopathie
Starke, abrupte und dauerhafte Senkung eines lange Zeit erhöhten Blutzuckerniveaus (mit Blutzuckernormalisierung und HbA1c-Senkung um mehr als 0,7%-Punkte pro Monat) kann bei Menschen mit Diabetes eine bestehende diabetische Retinopathie akut verschlechtern (sogenanntes „early worsening of diabetic retinopathy“ mit Makulaödem). Dieses Phänomen wurde von William Edward Jackson (1931–2020) und Garrett S. Mitchell aus Denver/Colorado in einer Serie gleichzeitiger HbA1c-Bestimmungen, Fundusfotografien und optischer Cohärenztomografien (OCT) 2003 eindrucksvoll dokumentiert und 2004 publiziert. Ursächlich beteiligt ist eine passager vermehrte IGF-1-Bildung aufgrund von optimierter Insulinwirkung. Die Anhebung des Blutzuckerniveaus (und damit des HbA1c-Wertes) kann das IGF-1 wieder verringern und die Verschlechterung rückgängig machen; auch die Injektion eines VEGF-Hemmers (z. B. Bevacizumab) ins Auge kann eine Besserung bringen (beides ist bei Schwangerschaft kontraindiziert).

### Diabetische Makulopathie

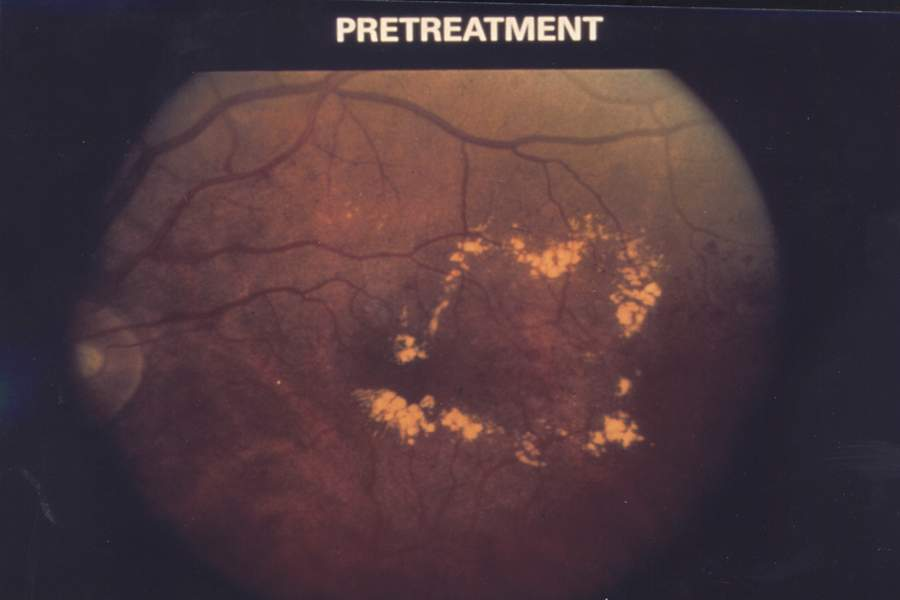
Diabetischer Augenhintergrund mit Makulaödem

Bei der Makulopathie wird der Punkt des schärfsten Sehens in der Netzhautmitte (Makula) geschädigt, was zum fortschreitenden Verlust der zentralen Sehschärfe und damit häufig z. B. auch zum Verlust des Lesevermögens und zum Verlust der Autofahrfähigkeit führt.
Gründe hierfür sind Fettablagerungen (Lipidexsudate) und ödematöse Schwellung der Netzhaut im Bereich der Makula (Makulaödem) durch die Schädigungen an den kleinen Gefäßen. Auch kann durch eine mangelnde Blutversorgung die Makula bereits früh im Verlauf geschädigt werden. Die Makulopathie ist der häufigste Grund für eine starke Sehverschlechterung bei den Patienten. Sie kann in jedem Stadium der Erkrankung auftreten.

## Untersuchung
Neben der Spiegelung des Augenhintergrundes (Ophthalmoskopie) gehören je nach Stadium der Erkrankung Verfahren wie die Fluoreszenzangiographie, welche die Blutgefäße der Netzhaut darstellen kann, zur Diagnostik. Insbesondere vor einer Laserbehandlung ist diese obligat. Seit einigen Jahren kommt auch die Optische Kohärenztomographie (OCT) zum Einsatz, mit der eine Schnittbildgebung der Makula möglich ist. Dieses Verfahren eignet sich besonders gut zum Nachweis und zur Verlaufsbeurteilung des Diabetischen Makulaödems. Die retinale Gefäßanalyse kann Störungen der Autoregulation der kleinen Blutgefäße in der Netzhaut oft schon vor Auftreten einer Retinopathie nachweisen. Derartige Störungen des Gefäßverhaltens können ein erhöhtes Schlaganfallrisiko anzeigen. Alle Formen der Retinopathie bleiben für den Patienten meist sehr lange Zeit symptomlos. Erst im Spätstadium bei Beteiligung der Makula oder einer Glaskörperblutung bemerkt der Patient eine Sehverschlechterung. Diese kann langsam fortschreitend verlaufen, aber auch mit einer plötzlichen Erblindung bei einer Glaskörpereinblutung des Auges symptomatisch werden.

## Behandlung
Zur Behandlung der diabetischen Netzhauterkrankung gibt es, je nach Stadium, verschiedene Ansätze. Allen gemein ist jedoch, dass ein hinreichender Behandlungserfolg nur dann zu erreichen ist, wenn der Diabetes als Grunderkrankung richtig und konsequent therapiert wird.
Eine wirkliche „Heilung“ der diabetischen Netzhaut-Erkrankung ist, genauso wie eine Heilung des Diabetes selbst, nicht möglich. Dennoch lässt sich oftmals durch verschiedene Behandlungsmaßnahmen und eine gute Einstellung des Diabetes eine Besserung der Gefäßschäden oder doch zumindest ein Stillstand der Erkrankung erreichen. Allgemein gilt: Je früher die diabetische Netzhaut-Erkrankung erkannt wird und je eher die Behandlung einsetzt, desto besser sind die Erfolgsaussichten. Je später die Behandlung eines entgleisten Stoffwechsels beginnt, desto höher ist das Risiko einer diabetischen Retinopathie.
Der Patient spielt in der Therapie die wichtigste Rolle: durch konsequente Durchführung der Diabetestherapie mit adäquater Ernährung, Verzicht auf Nikotin- und übermäßigen Alkoholgenuss. Die dauerhaft gute Einstellung der Blutzuckerwerte ist eine Grundvoraussetzung zum Schutz gegen die diabetische Retinopathie (und alle weiteren Folgeerkrankungen des Diabetes).
Als Patient sollte man über die Qualität seiner Blutzuckereinstellung gut informiert sein. Dazu dienen u. a. der Diabetikerpass und die Kenntnis des sog. Langzeitzuckerwertes (HbA1c-Wert), welcher als „Blutzuckergedächtnis“ Informationen über die durchschnittlichen Blutzuckerwerte der letzten drei Monate liefert. Und Kenntnis über das Blutzuckerprofil, das sehr leicht durch das Auslesen der Blutzuckermessgeräte ermittelt werden kann. Es gibt darüber Auskunft, ob der gute HbA1c-Wert nicht unter Umständen nur durch einige Hypoglykämien „erkauft“ wurde.
Eine arterielle Hypertonie muss ebenso konsequent behandelt werden; Hinweise auf den Vorteil bestimmter Substanzgruppen von Antihypertensiva finden sich nicht.

### Netzhaut-Lasertherapie (Laserkoagulation)
Eine Indikation zur Lasertherapie besteht, sobald sich Neovaskularisationen oder Glaskörperblutungen ausgebildet haben. Es stehen dabei unterschiedliche Verfahren zur Verfügung:
- Panretinale Laserkoagulation: Hierbei wird die Netzhaut an rund 1.000 bis 2.000 Stellen durch Laserung gitterförmig vernarbt. Die Makula als Ort des schärfsten Sehens bleibt ausgespart. Die vernarbten Areale bleiben in der Regel sehfähig, da der Laser nur die äußeren Anteile, nicht aber die Photorezeptoren zerstört. Die Laserbehandlung reduziert so den Sauerstoffverbrauch der vernarbten Netzhautanteile, so dass sich die Versorgungssituation der Makula bessert. Mögliche Nebenwirkungen der Therapie sind Störungen des Farbsehens und der Anpassung an Dunkelheit. Bei großflächiger Vernarbung kann es auch zu einer Einschränkung des Gesichtsfeldes kommen. Als Spätfolge kann, insbesondere bei großflächigen Eingriffen, eine Überwachsung der Netzhaut mit Membranen (epiretinale Gliose) auftreten, welche die Sehfähigkeit schädigt.[1]
- Fokale Laserkoagulation: Diese Methode ist das Mittel der Wahl beim Auftreten eines Makulaödems. Dabei werden die für das Ödem verantwortlichen undichten Gefäßneubildungen vernarbt. Dadurch sind sowohl das Ödem als auch die Lipidexsudate reversibel. Die Behandlung führt in der Regel nur zu einer Stabilisierung der Sehschärfe, nur selten zu einer Verbesserung. Eine panretinale Laserbehandlung ist beim Makulaödem nicht angezeigt, da sie zu einer Verschlechterung führen kann.[1][5]

### Injektionstherapien
In der Behandlung des diabetischen Makulaödems haben sich durch die Einführung neuer Behandlungsformen und Medikamente in letzter Zeit neue Behandlungsmöglichkeiten ergeben. Injektionen von Wirkstoffen direkt in den Glaskörper des Auges (intravitreale Injektionen) haben sich in den letzten Jahren als Therapieverfahren etabliert, auch wenn sie im Bereich der diabetischen Makulo/Retinopathie noch kein absolutes Standardverfahren sind. Zwei Wirkstoffgruppen stehen zur Verfügung:
- Das Kortikosteroidpräparat Dexamethason kann ein diabetisches Makulaödem positiv beeinflussen, muss jedoch wiederholt in den Glaskörper eingespritzt werden. Dabei handelt es sich jedoch um einen Off-Label-Use, worüber der Patient aufzuklären ist. Das früher verwendete Triamcinolon verursachte häufiger als Dexamethason einen Anstieg des intraokularen Druckes und einen Grauen Star.[16]
- Anti-Angiogenese-Medikamente. Diese Stoffe blockieren die das Gefäßwachstum fördernden Substanzen im Auge direkt und können so zu einer Abschwellung der Netzhautmitte führen. Oft werden sie mehrmals in Abständen von einigen Wochen in das Auge gespritzt. Genutzte Medikamente sind Bevacizumab,[17][18] welches aus der Krebstherapie entliehen wurde, Ranibizumab und Pegaptanib.[19] Ruboxistaurin ist ein PKC-beta-Inhibitor, der als Tablette eingenommen wird.

### Operation
Bei andauernder Blutung in den Glaskörper oder einer Netzhautablösung mit Membranbildung ist eine Entfernung des Glaskörpers (Vitrektomie) mit Ausschälung des Blutes angezeigt. Der Glaskörper wird durch Gas oder Silikonöl ersetzt, um die Netzhaut wieder zu befestigen, da sie nur durch den Druck des Glaskörpers in ihrer Lage gehalten wird. Während der Operation wird in der Regel auch eine Lasertherapie durchgeführt.

## Vorsorge
Die erfolgreiche Behandlung der diabetischen Retinopathie hängt von der frühen Diagnose des Diabetes mellitus, der frühzeitigen Diagnose der Retinopathie und der konsequenten Therapie ab. Bei rechtzeitiger Therapie kann ein Fortschreiten und damit ein Sehverlust verhindert werden. Da die diabetische Retinopathie lange fortschreiten kann, ohne wesentliche Beschwerden zu verursachen, sollte der Diabetiker grundsätzlich einmal im Jahr zum Augenarzt gehen. Sollten sich Anzeichen einer diabetischen Augenerkrankung zeigen, sollten die Untersuchungen in kürzeren Zeitabständen (in der Regel alle 3–6 Monate) wiederholt werden.
Es stehen inzwischen auch Computer-unterstützte Methoden des Screenings zur Erkennung der Retinopathie zur Verfügung, welche in ihrer Qualität traditionellen ophthalmologischen Untersuchungen nicht nachstehen sollen.
Bei einer akuten Verschlechterung des Sehvermögens, neu auftretenden Problemen beim Lesen, der Farbwahrnehmung oder Erscheinungen wie Rußregen sollte eine unmittelbare augenärztliche Untersuchung erfolgen.
Bei Diabetikerinnen, die eine Schwangerschaft planen, sollte der Blutzucker schon vor der Schwangerschaft optimiert und während der Schwangerschaft intensiv überwacht werden (siehe auch Schwangerschaftsdiabetes). Vor Beginn der Schwangerschaft, sonst so früh wie möglich nach Eintritt, sollte eine augenärztliche Untersuchung durchgeführt werden, da die hormonellen Veränderungen zu einer Verschlechterung des Augenbefundes führen können, die eventuell mit Laserkoagulation behandelt werden muss. Bei 10–26 % der Patientinnen, bei denen vor der Schwangerschaft keine oder nur eine geringe Retinopathie vorgelegen hat, kommt es zu einer akuten Verschlimmerung des Befundes (siehe oben).
Studien (FIELD 2007, ACCORD 2008) zeigten für den Lipidsenker Fenofibrat unabhängig vom Lipidspiegel eine Verlangsamung der Progression der diabetischen Retinopathie und verringerten die Notwendigkeit einer Laserkoagulation. In Australien wurde Fenofibrat für diese Indikation arzneimittelrechtlich zugelassen.